# Zerodur
Zerodur (Schreibweise des Herstellers: ZERODUR®) ist ein glaskeramischer Werkstoff der Schott AG, der durch kontrollierte Volumenkristallisation hergestellt wird.

## Eigenschaften
Zerodur enthält eine kristalline Phase und eine Restglasphase, durch welche die außergewöhnlichen Merkmale des Werkstoffes bestimmt werden.
Zu diesen besonderen Merkmalen zählen ein äußerst geringer Ausdehnungskoeffizient, gute Materialhomogenität, chemische Beständigkeit, Langzeitstabilität sowie kaum schwankende mechanische Eigenschaften.

## Herstellung
Für die Herstellung von Zerodur werden aus speziellem Glas hergestellte Teile für Rekristallisierungsprozesse erneut erhitzt. Bei etwa 800 °C bilden der Glasschmelze zugesetzte Stoffe Kristallkeime, an denen mit steigender Temperatur winzige, etwa 50 nm große Kristalle wachsen. Diese haben die Eigenschaft, sich bei Erwärmung zusammenzuziehen. Somit wirken sie der Wärmeausdehnung von reinem Glas entgegen. Die Kunst dieses Prozesses, der als Keramisierung bezeichnet wird, besteht darin, das Verhältnis von Kristallphase zu Glasphase so einzustellen, dass die sich daraus ergebende thermische Größenänderung im gewünschten Temperaturbereich minimal wird. Das ist der Fall, wenn etwa 70 Gewichtsprozent der Schmelze kristallin vorliegen. Der Prozess der Keramisierung kann bis zu mehreren Monaten andauern, je nach Größe des Glasrohlings.

## Verwendung
Der Werkstoff Zerodur wird typischerweise als Substratmaterial optischer Elemente in der Astronomie, z. B. in Kometensonden, als Spiegelträger für moderne astronomische Groß-Teleskope, wie z. B. das Very Large Telescope in Chile (vier monolithische Spiegel je 8,2 Meter Durchmesser), das Keck-Observatorium auf Hawaii (zwei segmentierte Spiegel je 10,0 Meter Durchmesser), das GREGOR Sonnenteleskop oder das Gran Telescopio Canarias auf La Palma (ein segmentierter Spiegel mit 10,4 Meter Durchmesser) sowie in der Präzisionsoptik bzw. Präzisionsmesstechnik verwendet. Zerodur wird wegen seiner hervorragenden
thermischen Eigenschaften auch als Material für Rahmen und Träger von Lithographie- und Nanomessmaschinen verwendet. Ein Beispiel dafür ist die Nanopositionier- und Nanomessmaschine (NMM-1) der Technischen Universität Ilmenau.
Für die Verwendung in der Raumfahrt ist Zerodur wegen der möglichen Verringerung des Startgewichts gegenüber anderen Spiegelmaterialien interessant. In der Koordinatenmesstechnik werden bei hochgenauen Messgeräten teils Maßstäbe aus Zerodur mit aufgedampften Längsteilungen aus Chrom verwendet.

## Geschichte und Materialvarianten
Zerodur wurde 1968 auf den Markt gebracht. 1971 folgte Ceran, bei dem Zerodur-Glaskeramik für „Ceran“-Kochfelder verwendet wird. Seitdem wurde das Material um zahlreiche Materialvarianten erweitert, z. B. „Zerodur K20“. Sie wird über thermische Umwandlung des semitransparenten Ausgangsmaterials Zerodur hergestellt, ist thermisch hoch stabil und verändert sich auch über viele Erhitzungszyklen nicht. „Zerodur K20“ Glaskeramik hat eine hohe Langzeit-Temperaturstabilität bis zu 850 Grad Celsius. Das Material kann z. B. für mechanische und optische Bauteile in Hochleistungslasern eingesetzt werden oder als Formenmaterial zum Einsatz in der Heißformgebung (Glas, Kunststoff) genutzt werden.